# Chanson triste (film)
Pour les articles homonymes, voir Chanson triste.
Pour plus de détails, voir Fiche technique et Distribution.
Chanson triste est un film français réalisé par Louise Narboni et sorti en 2019.

## Fiche technique
- Titre : Chanson triste
- Réalisation : Louise Narboni
- Scénario : Louise Narboni, Élodie Fonnard et Ahmad Shinwari
- Photographie : Raphael O'Byrne
- Son : Hélène Martin, Antoine Martin et Lucien Richardson
- Montage : Louise Narboni
- Production : Mélodrama
- Distribution : Mélodrama
- Pays :  France
- Durée : 66 minutes
- Date de sortie : 
  - France - juillet 2019 (présentation au FIDMarseille)[1]
  - France - 28 mai 2020 (VOD)

## Distribution
- Élodie Fonnard
- Ahmad Shinwari

## Distinctions

### Sélections
- Festival Premiers Plans d'Angers 2019 (compétition « Diagonales »)[2]

### Récompenses
- FIDMarseille 2019 : prix Georges de Beauregard National et prix Renaud Victor[3]